# Махачкала (футбольный клуб)
«Махачкала́» — бывший российский профессиональный футбольный клуб из одноимённого города, существовавший с 13 мая 2019 до 29 июня 2021 года, когда было официально объявлено о возрождении на его базе махачкалинского «Динамо». В сезонах 2019/20 и 2020/21 команда выступала в Первенстве ПФЛ и Кубке России. Домашние матчи «Махачкала» проводила в 2019—2020 годах на резервном поле № 3 расположенной в Каспийске «Анжи Арены», а в 2021 году на махачкалинском стадионе имени Елены Исинбаевой. Всего в составе клуба сыграли 44 футболиста; руководили командой 3 главных тренера.

## История

### Истоки
По некоторым данным, футбол на территории современного Дагестана появился ещё в дореволюционный период. В 1927 году было создано махачкалинское «Динамо», выступавшее затем в первенствах СССР и России; а в 1991 году был образован клуб «Анжи», впоследствии становившийся призёром чемпионата России, финалистом национального кубка и участником еврокубков.

### Создание клуба
Датой создания команды официально считается 13 мая 2019 года, когда состоялось первое собрание учредителей клуба, которыми стали Гаджи Гаджиев, Зайдин Джамбулатов и бывший генеральный директор «Анжи» Саид Абдулаев, занявший аналогичную должность и в «Махачкале». Решение о создании коллектива было принято из-за ситуации вокруг испытывавшего финансовые проблемы «Анжи», изначально планировалось даже назвать новосозданную команду «Анжи М». Однако в итоге «Анжи» удалось сохранить профессиональный статус, ввиду чего было решено дать новому клубу, основной целью которого было заявлено развитие футбола в регионе, наименование «Махачкала».
13 июня 2019 года председатель Союза федераций футбола ЮФО Лом-Али Ибрагимов сообщил, что ФК «Махачкала» подал на имя президента РФС Александра Дюкова и президента ПФЛ Андрея Соколова ходатайство с просьбой допустить клуб до внештатного лицензирования для участия в турнире группы «Юг» Первенства ПФЛ сезона 2019/20, и уже 19 июня, по итогам заседания Бюро Исполкома РФС, дагестанская команда была официально допущена до прохождения данной процедуры. 26 июня стало известно, что клуб успешно прошёл лицензирование и таким образом получил право выступать в Первенстве ПФЛ. По словам Гаджи Гаджиева, бюджет «Махачкалы» составил 15 млн ₽.

### Первый сезон (2019/20)
16 июля 2019 года в первом в своей истории официальном матче в Первенстве ПФЛ команда обыграла со счётом 1:0 «Спартак-Владикавказ», автором первого гола в истории клуба стал Амирхан Темуков. 20 июля того же года в дебютном для себя поединке Кубка России команда уступила со счётом 0:3 землякам из «Легиона Динамо». На зимний перерыв «горожане» ушли на 6-м месте в турнирной таблице первенства.
15 мая 2020 года Исполком РФС принял решение о досрочном завершении ранее приостановленного из-за пандемии COVID-19 сезона 2019/20 в ПФЛ с утверждением его итогов по состоянию на 17 марта того же года; таким образом, в своём дебютном сезоне «Махачкала» заняла 7-е место в группе «Юг» Первенства ПФЛ, проведя лишь 19 встреч из 30 изначально запланированных.

### Последний сезон (2020/21)
5 августа 2020 года команда снова не смогла преодолеть стадию 1/256 финала национального кубка, уступив на этот раз со счётом 0:1 землякам из «Анжи»; а 9 августа неудачно стартовала в новом сезоне Первенства ПФЛ с выездного поражения со счётом 1:4 от пятигорского «Машука-КМВ», но уже в следующем туре 15 августа смогла одержать первую победу в сезоне, обыграв на своём поле со счётом 1:0 таганрогский «Форте». На зимний перерыв клуб ушёл на 11-м месте в турнирной таблице первенства.
Во время зимней паузы у «горожан» не только значительно обновился состав, но и бывший главным тренером с момента создания дагестанского коллектива Руслан Агаларов перешёл на должность спортивного директора «Махачкалы»; вместо него пост наставника занял Арслан Халимбеков, который затем руководил командой до апреля 2021 года, после чего по неизвестным причинам принял решение покинуть клуб (позднее Гаджи Гаджиев пояснил уход специалиста «кратно лучшими условиями», предложенными карагандинским «Шахтёром»). В результате исполняющим обязанности главного тренера команды был назначен работавший с 2020 года в тренерском штабе «Махачкалы» Рабадан-Гаджи Магомедов. В итоге сезон 2020/21 дагестанский клуб завершил на 8-м месте (13 побед, 8 ничьих, 11 поражений).
29 июня 2021 года в музее спортивной славы Дагестана состоялась официальная презентация возрождённого на базе «Махачкалы» клуба «Динамо»; инициировано данное решение было руководством Дагестана и лично временно исполняющим обязанности главы республики Сергеем Меликовым.

## Символика и форма

### Клубные цвета
| Белый | Синий |

Официальными цветами клуба были белый и синий.

### Экипировка
| Период    | Производитель формы | Титульный спонсор  |
| --------- | ------------------- | ------------------ |
| 2019—2020 | Nike                | без спонсора       |
| 2020—2021 | Joma                | БФ «Чистое сердце» |

| 2019/20 · домашняя | 2019/20 · гостевая |  | 2020/21 · домашняя | 2020/21 · гостевая |  |

## Статистика выступлений
Всего за 2 сезона «Махачкала» провела 53 официальных матча (51 в Первенстве ПФЛ и 2 в Кубке России), в которых одержала 20 побед, 13 раз сыграла вничью, потерпела 20 поражений, забила 67 и пропустила 70 мячей.

### Первенство
| Сезон            | Турнир                     | Место            | И  | В  | Н  | П  | МЗ | МП | РМ | О  | Предупреждения | Удаления |
| ---------------- | -------------------------- | ---------------- | -- | -- | -- | -- | -- | -- | -- | -- | -------------- | -------- |
| 2019/20          | Группа «Юг» Первенства ПФЛ | 7 (из 16)        | 19 | 7  | 5  | 7  | 19 | 24 | −5 | 26 | 43             | 3        |
| 2020/21          | Группа 1 Первенства ПФЛ    | 8 (из 17)        | 32 | 13 | 8  | 11 | 48 | 42 | +6 | 47 | 88             | 6        |
| Всего: 2 турнира | Всего: 2 турнира           | Всего: 2 турнира | 51 | 20 | 13 | 18 | 67 | 66 | +1 | 73 | 131            | 9        |

#### Все матчи
| Сезон   | Главный тренер          | Соперник             | Счёт | Дата             | С | Место          |
| ------- | ----------------------- | -------------------- | ---- | ---------------- | - | -------------- |
| 2019/20 | Руслан Агаларов         | Спартак-Владикавказ  | 1:0  | 16 июля 2019     | Д | Каспийск       |
| 2019/20 | Руслан Агаларов         | Дружба (Майкоп)      | 0:1  | 24 июля 2019     | Г | Майкоп         |
| 2019/20 | Руслан Агаларов         | Урожай (Краснодар)   | 2:0  | 1 августа 2019   | Д | Каспийск       |
| 2019/20 | Руслан Агаларов         | Биолог-Новокубанск   | 0:0  | 9 августа 2019   | Г | Прогресс       |
| 2019/20 | Руслан Агаларов         | СКА (Ростов-на-Дону) | 1:0  | 16 августа 2019  | Д | Каспийск       |
| 2019/20 | Руслан Агаларов         | Легион Динамо        | 0:1  | 24 августа 2019  | Г | Махачкала      |
| 2019/20 | Руслан Агаларов         | Спартак-Нальчик      | 1:1  | 1 сентября 2019  | Д | Каспийск       |
| 2019/20 | Руслан Агаларов         | Алания               | 0:4  | 7 сентября 2019  | Г | Владикавказ    |
| 2019/20 | Руслан Агаларов         | Черноморец           | 2:2  | 14 сентября 2019 | Д | Каспийск       |
| 2019/20 | Руслан Агаларов         | Краснодар-3          | 2:0  | 21 сентября 2019 | Г | Краснодар      |
| 2019/20 | Руслан Агаларов         | Волгарь              | 0:3  | 28 сентября 2019 | Д | Каспийск       |
| 2019/20 | Руслан Агаларов         | Машук-КМВ            | 0:1  | 5 октября 2019   | Г | Пятигорск      |
| 2019/20 | Руслан Агаларов         | Анжи                 | 1:0  | 12 октября 2019  | Д | Каспийск       |
| 2019/20 | Руслан Агаларов         | Динамо (Ставрополь)  | 2:0  | 20 октября 2019  | Д | Каспийск       |
| 2019/20 | Руслан Агаларов         | Интер (Черкесск)     | 1:3  | 27 октября 2019  | Г | Лермонтов      |
| 2019/20 | Руслан Агаларов         | Дружба (Майкоп)      | 1:1  | 3 ноября 2019    | Д | Каспийск       |
| 2019/20 | Руслан Агаларов         | Урожай (Краснодар)   | 2:5  | 10 ноября 2019   | Г | Краснодар      |
| 2019/20 | Руслан Агаларов         | Биолог-Новокубанск   | 2:1  | 17 ноября 2019   | Д | Каспийск       |
| 2019/20 | Руслан Агаларов         | СКА (Ростов-на-Дону) | 1:1  | 14 марта 2020    | Г | Ростов-на-Дону |
| 2020/21 | Руслан Агаларов         | Машук-КМВ            | 1:4  | 9 августа 2020   | Г | Пятигорск      |
| 2020/21 | Руслан Агаларов         | Форте                | 1:0  | 15 августа 2020  | Д | Каспийск       |
| 2020/21 | Руслан Агаларов         | Дружба (Майкоп)      | 0:1  | 23 августа 2020  | Г | Майкоп         |
| 2020/21 | Руслан Агаларов         | СКА (Ростов-на-Дону) | 1:2  | 29 августа 2020  | Д | Каспийск       |
| 2020/21 | Руслан Агаларов         | Легион Динамо        | 1:1  | 6 сентября 2020  | Г | Махачкала      |
| 2020/21 | Руслан Агаларов         | Краснодар-3          | 4:2  | 13 сентября 2020 | Д | Каспийск       |
| 2020/21 | Руслан Агаларов         | Кубань Холдинг       | 0:3  | 20 сентября 2020 | Г | Павловская     |
| 2020/21 | Руслан Агаларов         | Ессентуки            | 1:1  | 28 сентября 2020 | Д | Каспийск       |
| 2020/21 | Руслан Агаларов         | Биолог-Новокубанск   | 2:1  | 3 октября 2020   | Г | Прогресс       |
| 2020/21 | Руслан Агаларов         | Черноморец           | 1:4  | 11 октября 2020  | Д | Каспийск       |
| 2020/21 | Руслан Агаларов         | Спартак-Нальчик      | 2:3  | 18 октября 2020  | Г | Нальчик        |
| 2020/21 | Руслан Агаларов         | Анжи                 | 1:0  | 25 октября 2020  | Д | Каспийск       |
| 2020/21 | Руслан Агаларов         | Динамо (Ставрополь)  | 1:1  | 31 октября 2020  | Г | Ставрополь     |
| 2020/21 | Руслан Агаларов         | Кубань (2018)        | 0:1  | 14 ноября 2020   | Д | Каспийск       |
| 2020/21 | Руслан Агаларов         | Интер (Черкесск)     | 0:0  | 20 ноября 2020   | Г | Ессентуки      |
| 2020/21 | Арслан Халимбеков       | Туапсе               | 3:1  | 7 марта 2021     | Д | Махачкала      |
| 2020/21 | Арслан Халимбеков       | Форте                | 0:0  | 13 марта 2021    | Г | Ессентуки      |
| 2020/21 | Арслан Халимбеков       | Дружба (Майкоп)      | 6:0  | 19 марта 2021    | Д | Махачкала      |
| 2020/21 | Арслан Халимбеков       | СКА (Ростов-на-Дону) | 0:1  | 24 марта 2021    | Г | Ростов-на-Дону |
| 2020/21 | Арслан Халимбеков       | Легион Динамо        | 1:1  | 28 марта 2021    | Д | Махачкала      |
| 2020/21 | Арслан Халимбеков       | Краснодар-3          | 1:0  | 4 апреля 2021    | Г | Краснодар      |
| 2020/21 | Арслан Халимбеков       | Кубань Холдинг       | 1:3  | 9 апреля 2021    | Д | Махачкала      |
| 2020/21 | Арслан Халимбеков       | Ессентуки            | 3:0  | 15 апреля 2021   | Г | Ессентуки      |
| 2020/21 | Рабадан-Гаджи Магомедов | Биолог-Новокубанск   | 1:0  | 21 апреля 2021   | Д | Махачкала      |
| 2020/21 | Рабадан-Гаджи Магомедов | Черноморец           | 0:3  | 27 апреля 2021   | Г | Новороссийск   |
| 2020/21 | Рабадан-Гаджи Магомедов | Спартак-Нальчик      | 3:2  | 4 мая 2021       | Д | Махачкала      |
| 2020/21 | Рабадан-Гаджи Магомедов | Анжи                 | 2:2  | 11 мая 2021      | Г | Махачкала      |
| 2020/21 | Рабадан-Гаджи Магомедов | Динамо (Ставрополь)  | 4:0  | 16 мая 2021      | Д | Махачкала      |
| 2020/21 | Рабадан-Гаджи Магомедов | Интер (Черкесск)     | 3:1  | 23 мая 2021      | Д | Махачкала      |
| 2020/21 | Рабадан-Гаджи Магомедов | Кубань (2018)        | 1:4  | 27 мая 2021      | Г | Краснодар      |
| 2020/21 | Рабадан-Гаджи Магомедов | Туапсе               | 0:0  | 9 июня 2021      | Г | Туапсе         |
| 2020/21 | Рабадан-Гаджи Магомедов | Машук-КМВ            | 3:0  | 15 июня 2021     | Д | Махачкала      |

### Кубок
| Сезон            | Раунд            | И | В | Н | П | МЗ | МП | РМ | Предупреждения | Удаления |
| ---------------- | ---------------- | - | - | - | - | -- | -- | -- | -------------- | -------- |
| 2019/20          | 1/256            | 1 | 0 | 0 | 1 | 0  | 3  | −3 | 1              | 0        |
| 2020/21          | 1/256            | 1 | 0 | 0 | 1 | 0  | 1  | −1 | 5              | 1        |
| Всего: 2 турнира | Всего: 2 турнира | 2 | 0 | 0 | 2 | 0  | 4  | −4 | 6              | 1        |

#### Все матчи
| Сезон   | Главный тренер  | Раунд | Соперник      | Счёт | Дата           | С | Место     |
| ------- | --------------- | ----- | ------------- | ---- | -------------- | - | --------- |
| 2019/20 | Руслан Агаларов | 1/256 | Легион Динамо | 0:3  | 20 июля 2019   | Г | Махачкала |
| 2020/21 | Руслан Агаларов | 1/256 | Анжи          | 0:1  | 5 августа 2020 | Г | Махачкала |

## Дерби
У «Махачкалы» было 2 дерби с другими клубами города — «Анжи» и «Легионом Динамо»: поединки между командами назывались «дагестанским», «махачкалинским» и «столичным дерби».
| Соперник      | И | В | Н | П | МЗ | МП | РМ | Предупреждения | Удаления |
| ------------- | - | - | - | - | -- | -- | -- | -------------- | -------- |
| Анжи          | 4 | 2 | 1 | 1 | 4  | 3  | +1 | 15             | 1        |
| Легион Динамо | 4 | 0 | 2 | 2 | 2  | 6  | −4 | 8              | 1        |
| Всего         | 8 | 2 | 3 | 3 | 6  | 9  | −3 | 23             | 2        |

## Стадионы
С 2019 года домашние матчи ФК «Махачкала» проводил на резервном поле № 3 расположенной в Каспийске «Анжи Арены», которое представляет собой мини-стадион с искусственным газоном и единственной трибуной, вмещающей около 600 зрителей. С марта 2021 года в качестве домашней арены команда использовала носивший ранее название «Труд» махачкалинский стадион имени Елены Исинбаевой, вместимость которого составляет 6000 человек.

## Персоналии

### Игроки клуба
Всего в составе «Махачкалы» в официальных матчах (Первенство ПФЛ и Кубок России) на поле выходили 44 футболиста. Единственным капитаном команды за всё время существования клуба был Камиль Агаларов.

### Главные тренеры
Всего за всё время существования «Махачкалы» на посту главного тренера команды в клубе работали 3 специалиста.
| Главный тренер                  | Период    | И  | В  | Н  | П  | МЗ | МП | РМ  | %      | Предупреждения | Удаления |
| ------------------------------- | --------- | -- | -- | -- | -- | -- | -- | --- | ------ | -------------- | -------- |
| Руслан Агаларов                 | 2019—2021 | 36 | 11 | 9  | 16 | 35 | 52 | −17 | 030,56 | 96\|\|8        |          |
| Арслан Халимбеков               | 2021      | 8  | 4  | 2  | 2  | 15 | 6  | +9  | 050,00 | 20\|\|2        |          |
| Рабадан-Гаджи Магомедов (и. о.) | 2021      | 9  | 5  | 2  | 2  | 17 | 12 | +5  | 055,56 | 21\|\|0        |          |
| Всего: 3 специалиста            | 2019—2021 | 53 | 20 | 13 | 20 | 67 | 70 | −3  | 37,74  | 137            | 10       |